# Антопіль (зупинний пункт, Речицький район)
Антопіль (біл. Антопаль) — пасажирський залізничний зупинний пункт Гомельського відділення Білоруської залізниці на неелектрифікованій лінії Гомель — Калинковичі між станцією Ребуса і станцією Демехи. Розташований за 1 км на північ від села Антопіль Речицького району Гомельської області.